# Sybra brunnescens
Sybra brunnescens là một loài bọ cánh cứng trong họ Cerambycidae.